# Omfartsvejen (Pandrup)
 For alternative betydninger, se Omfartsvejen. (Se også artikler, som begynder med Omfartsvejen)
 Omfartsvejen er en to sporet omfartsvej der går øst om Pandrup, og er en del af primærrute 55 der går fra Aabybro til Pandrup. Den er med til at lede trafikken uden om Pandrup, så byen ikke bliver belastet af for meget trafik.
Vejen forbinder Brogårdsvej i syd med Vesterhavsvej i nord, og har forbindelse til Sigsgaardsvej, Lundbakvej og Skjødsholmsvej.